# Guilherme Fiuza
Guilherme Sobral Pinto Menescal Fiuza OMC (Rio de Janeiro, 30 de maio de 1965) é um jornalista e escritor brasileiro. É neto do jurista Sobral Pinto.
Guilherme Fiuza não deve ser confundido com o cineasta mineiro Guilherme Fiúza Zenha, diretor de O Menino no Espelho e falecido aos 55 anos em 4 de maio de 2024.

## Produção literária
Já escreveu dez livros, dentre os quais se destacam as biografias de João Guilherme Estrella (Meu Nome Não É Johnny, adaptado para o cinema em 2008), Bussunda (Bussunda: a Vida do Casseta) e Reynaldo Gianecchini (Giane – Vida, Arte e Luta), bem como as obras 3000 Dias no Bunker, livro que conta os bastidores da criação do Plano Real e que em 2017 foi adaptado para o cinema com o nome de Real: O Plano por Trás da História, e Não É a Mamãe: Para Entender a Era Dilma, reunião de crônicas suas publicadas na revista Época e no jornal O Globo entre 2010 e 2014, com opiniões sobre a gestão de Dilma Rousseff.

## Jornalismo
Em 2014 ele foi um dos citados na lista negra do PT, nome por qual ficou conhecida uma lista de citados em um artigo do então vice-presidente do Partido dos Trabalhadores, Alberto Cantalice, intitulado "A desmoralização dos pitbulls da grande mídia", em que, além de Fiuza, tinha Danilo Gentili, Lobão, Arnaldo Jabor, Marcelo Madureira, Diogo Mainardi e Demétrio Magnoli, chamando-os de "elitistas" e os acusando de "serem contra os pobres" e "fomentarem ódio".
Desde 2020, integra a equipe de colunistas de Os Pingos nos Is, da Rede Jovem Pan, e da Revista Oeste.
Em 2021, durante a pandemia da COVID-19, posiciona-se contra a obrigatoriedade das vacinas, pondo em cheque a eficácia e divulgando efeitos adversos, já tendo tido comentários na rede social Twitter considerados como enganosos pela rede social. No mesmo ano, passou a integrar a equipe de colunistas da Gazeta do Povo.
Em 31 de outubro de 2022 foi demitido da Jovem Pan. Segundo a UOL, a Rede busca "moderar" seus discursos críticos face à reeleição de Lula à Presidência da República, após o 2º turno das eleições gerais, ocorrido em 30/10/2022.

## Incidente
Seu primeiro filho, Pedro, então com um mês, caiu do 8º andar de um prédio em Botafogo (RJ). Na época, Fiuza e a mulher foram apontados como suspeitos. O caso foi arquivado por falta de provas.

## Investigação do STF
Entre 2022 e 2023, por ordem do ministro do Supremo Tribunal Federal Alexandre de Moraes, os perfis de Fiuza nas redes sociais YouTube, Twitter, Facebook, Telegram e Instagram foram todos suspensos. A decisão também atingiu os comentaristas Rodrigo Constantino e Paulo Figueiredo Filho.
Segundo a CNN Brasil, a decisão – ainda sob sigilo – foi tomada devido a uma investigação dos três citados por divulgação de discurso de ódio e antidemocrático. Na Corte tramitam inquéritos relacionados a fake news, financiamento de milícias digitais e atos antidemocráticos.

## Literatura
- Meu nome não é Johnny - Editora Record, 2004;[14]
- 3000 dias no bunker - Editora Record, 2006;[15]
- Amazônia, 20º andar: de Ipanema para o topo do mundo, uma jornada na trilha de Chico Mendes - Editora Record, 2008;[16]
- Bussunda: a Vida do Casseta - Editora Objetiva, 2010;[17]
- Giane – Vida, Arte e Luta - Editora GMT, 2012;[18]
- Não É a Mamãe: Para Entender a Era Dilma - Editora Record, 2014;[19]
- O Império do Oprimido - Editora Planeta, 2016;[20]
- Manual do Covarde - Editora Record, 2018;[21]
- Fake Brazil: a epidemia de falsas verdades - Faro Editorial, 2020;[22]